# Expo (Zeitschrift)
Expo ist eine schwedische antirassistische Zeitschrift, die seit 1995 durch die gemeinnützige Expo-Stiftung (Stiftelsen Expo) herausgegeben wird. Die Zeitschrift erscheint viermal im Jahr und enthält ausführliche Berichte über nationalistische, rassistische, anti-demokratische, antisemitische und rechtsextreme Bewegungen und Organisationen. Expo hat keine Verbindungen mit spezifischen Organisationen oder politischen Parteien, arbeitet aber mit Einzelpersonen und Organisationen zusammen, die die inhaltlichen Grundlagen teilen. Der Vorsitzende der Stiftung und der Zeitschrift ist Per-Erik Nilsson, früherer parlamentarischer Hauptombudsmann (1978–1987). Stiftung und Zeitschrift sind Mitglied im Antifa-Net. International Antifascist Network for Research and Action.

## Organisation
Die Organisation hat verschiedene Abteilungen. Expo Arkiv ist ein Archiv über rechte und anti-demokratische Fälle in Skandinavien. Das Archiv ist offen für Forscher, Studenten und Einzelpersonen. Expo-Forschung ist eine Forschungsorganisation, die Informationen über rassistische, antisemitische und antidemokratische Organisationen in Schweden und in Europa zusammenstellt. Die Informationen kommen von den Berichterstattern, ehemaligen Mitgliedern rechtsextremer Gruppierungen, öffentlichen Publikationen, Behörden, unabhängigen Forschern und Anderen. Expo pflegt eine enge Zusammenarbeit mit Monitor in Norwegen und dem Searchlight Magazine in Großbritannien. Expo tauscht auch Informationen mit Gruppen und Zeitschriften wie dem Antifaschistischen Infoblatt in Deutschland, Reflexes und CRIDA in Frankreich, Tun Balalaika in Russland, Nigdy Wiecej in Polen sowie dem Institute for Research and Education on Human Rights (IREHR) und dem Center for New Community (CNC) in den USA.

## Geschichte
Expo wurde in Schweden im Juni 1996 weithin bekannt. Es folgten Angriffe und Drohungen auf bzw. an die Firmen, die die Zeitschrift drucken, verkaufen und die Organisationen unterstützen. So wurden beispielsweise die Worte „Inget stöd till kommunist-Expo“ („keine Unterstützung für die kommunistische Expo“) an die Wand des Hauptsitzes der Moderata samlingspartiet geschrieben. Als Antwort druckten die führenden Tageszeitungen Aftonbladet und Expressen im Juni 1996 die Ausgabe und verteilten sie als kostenloses Beiblatt mit einer Auflage von ca. 800.000 Exemplaren. 1998 führte die angespannte finanzielle Situation zu einem Druckstopp des Magazins. Es wurde durch einen Newsletter ersetzt. 1999 erschien das Magazin erneut, nun als Teil des Magazins Svartvitt. Seit der Einstellung von Svartvitt 2003 wird Expo wieder als unabhängiges Magazin herausgegeben.
Herausgeber der Zeitschrift war bis zu seinem Tod im Jahr 2004 Stieg Larsson, der postum durch seine Kriminalromane („Millennium-Trilogie“) zu Weltruhm gelangte.